# Ariadna
Pour les articles homonymes, voir Ariadna (homonymie).
Genre
Synonymes
- Pylarus Hentz, 1842
- Macedonia Hogg, 1900
- Segestriella Purcell, 1904

Ariadna est un genre d'araignées aranéomorphes de la famille des Segestriidae.

## Distribution
Les espèces de ce genre se rencontrent sur presque toutes les terres sauf aux pôles et dans certains déserts.

## Paléontologie
Ce genre est connu depuis le Crétacé.
Parmi les araignées aranéomorphes, c'est l'un des genres les plus anciens.

## Liste des espèces
Selon World Spider Catalog (version 25.5, 30/10/2024) :
- Ariadna abbreviata Marsh, Stevens & Framenau, 2022
- Ariadna abrilae Grismado, 2008
- Ariadna algarvensis Wunderlich, 2011
- Ariadna alta Marsh, Stevens & Framenau, 2022
- Ariadna amabilia Marsh, Stevens & Framenau, 2022
- Ariadna amandahorta Wunderlich, 2024
- Ariadna araucana Grismado, 2008
- Ariadna arenacea Marsh, Stevens, Bradford & Framenau, 2022
- Ariadna arthuri Petrunkevitch, 1926
- Ariadna aurea Giroti & Brescovit, 2018
- Ariadna barbigera Simon, 1905
- Ariadna bellatoria Dalmas, 1917
- Ariadna bellatula Marsh, Stevens, Bradford & Framenau, 2022
- Ariadna bicolor (Hentz, 1842)
- Ariadna bilineata Purcell, 1904
- Ariadna boesenbergi Keyserling, 1877
- Ariadna boliviana Simon, 1907
- Ariadna brevispina Caporiacco, 1947
- Ariadna brignolii Wunderlich, 2011
- Ariadna burchelli (Hogg, 1900)
- Ariadna caerulea Keyserling, 1877
- Ariadna calilegua Grismado, 2008
- Ariadna canariensis Wunderlich, 1995
- Ariadna caparao Giroti & Brescovit, 2018
- Ariadna capensis Purcell, 1904
- Ariadna cephalotes Simon, 1907
- Ariadna changellkuk Grismado, 2008
- Ariadna chayu Wang & Zhang, 2022
- Ariadna chhotae Siliwal & Yadav, 2017
- Ariadna clavata Marsh, Baehr, Glatz & Framenau, 2018
- Ariadna comata O. Pickard-Cambridge, 1898
- Ariadna corticola Lawrence, 1952
- Ariadna crassipalpus (Blackwall, 1863)
- Ariadna crypticola Marsh, Stevens & Framenau, 2022
- Ariadna curvata Marsh, Stevens, Bradford & Framenau, 2022
- Ariadna cyprusensis Wunderlich, 2011
- Ariadna daweiensis Yin, Xu & Bao, 2002
- Ariadna decatetracantha Main, 1954
- Ariadna dentigera Purcell, 1904
- Ariadna deserta Marsh, Stevens, Bradford & Framenau, 2022
- Ariadna dissimilis Berland, 1924
- Ariadna diucrura Marsh, Stevens, Bradford & Framenau, 2022
- Ariadna dysderina L. Koch, 1873
- Ariadna elaphros Wang, 1993
- Ariadna europaensis Wunderlich, 2011
- Ariadna exuviaque Wunderlich, 2011
- Ariadna ferrogrisea Marsh, Stevens & Framenau, 2022
- Ariadna flavescens Marsh, Stevens, Bradford & Framenau, 2022
- Ariadna formosa Marsh, Stevens, Bradford & Framenau, 2022
- Ariadna fragilis Marsh, Stevens & Framenau, 2022
- Ariadna gallica Wunderlich, 2012
- Ariadna gaucha Giroti & Brescovit, 2018
- Ariadna gonzo Marsh, Stevens & Framenau, 2022
- Ariadna gryllotalpa (Purcell, 1904)
- Ariadna hottentotta Purcell, 1908
- Ariadna inflata Marsh, Stevens, Bradford & Framenau, 2022
- Ariadna inops Wunderlich, 2011
- Ariadna insidiatrix Audouin, 1826
- Ariadna insula Marsh, Stevens, Bradford & Framenau, 2022
- Ariadna insularis Purcell, 1908
- Ariadna insulicola Yaginuma, 1967
- Ariadna ionica O. Pickard-Cambridge, 1873
- Ariadna ipojuca Giroti & Brescovit, 2018
- Ariadna isthmica Beatty, 1970
- Ariadna javana Kulczyński, 1911
- Ariadna jiuzhaigou Wang & Zhang, 2022
- Ariadna jubata Purcell, 1904
- Ariadna karrooica Purcell, 1904
- Ariadna kibonotensis Tullgren, 1910
- Ariadna kisanganensis Benoit, 1974
- Ariadna kiwirrkurra Baehr & Whyte, 2016
- Ariadna kolbei Purcell, 1904
- Ariadna laeta Thorell, 1899
- Ariadna lalen Giroti & Brescovit, 2018
- Ariadna lateralis Karsch, 1881
- Ariadna lebronneci Berland, 1933
- Ariadna lemosi Giroti & Brescovit, 2018
- Ariadna levii Grismado, 2008
- Ariadna levyi Wunderlich, 2011
- Ariadna lightfooti Purcell, 1904
- Ariadna maderiana Warburton, 1892
- Ariadna major Hickman, 1929
- Ariadna maroccana Wunderlich, 2011
- Ariadna masculina Lawrence, 1928
- Ariadna maxima (Nicolet, 1849)
- Ariadna mbalensis Lessert, 1933
- Ariadna meruensis Tullgren, 1910
- Ariadna mollis (Holmberg, 1876)
- Ariadna molur Siliwal & Yadav, 2017
- Ariadna montana Rainbow, 1920
- Ariadna monticola Thorell, 1897
- Ariadna motumotirohiva Giroti, Cotoras, Lazo & Brescovit, 2020
- Ariadna multispinosa Bryant, 1948
- Ariadna muscosa Hickman, 1929
- Ariadna natalis Pocock, 1900
- Ariadna nebulosa Simon, 1906
- Ariadna neocaledonica Berland, 1924
- Ariadna obscura (Blackwall, 1858)
- Ariadna octospinata (Lamb, 1911)
- Ariadna oreades Simon, 1906
- Ariadna orientalis Dönitz & Strand, 1906
- Ariadna otwayensis Marsh, Stevens, Bradford & Framenau, 2022
- Ariadna papuana Kulczyński, 1911
- Ariadna pectinella Strand, 1913
- Ariadna pelios Wang, 1993
- Ariadna perkinsi Simon, 1900
- Ariadna phantasma Marsh, Hudson & Framenau, 2021
- Ariadna pilifera O. Pickard-Cambridge, 1898
- Ariadna pollex Marsh, Stevens, Bradford & Framenau, 2022
- Ariadna propria Marsh, Stevens, Bradford & Framenau, 2022
- Ariadna pulchripes Purcell, 1908
- Ariadna rapinatrix Thorell, 1899
- Ariadna reginae Giroti & Brescovit, 2018
- Ariadna rutila Marsh, Stevens, Bradford & Framenau, 2022
- Ariadna ruwenzorica Strand, 1913
- Ariadna sansibarica Strand, 1907
- Ariadna scabripes Purcell, 1904
- Ariadna segestrioides Purcell, 1904
- Ariadna segmentata Simon, 1893
- Ariadna septemcincta (Urquhart, 1891)
- Ariadna similis Purcell, 1908
- Ariadna simplex Marsh, Stevens, Bradford & Framenau, 2022
- Ariadna sinuosa Marsh, Stevens, Bradford & Framenau, 2022
- Ariadna snellemanni (van Hasselt, 1882)
- Ariadna spinosa Marsh, Stevens, Bradford & Framenau, 2022
- Ariadna subnubila Marsh, Stevens & Framenau, 2022
- Ariadna subplana Marsh, Stevens, Bradford & Framenau, 2022
- Ariadna tangara Marsh, Baehr, Glatz & Framenau, 2018
- Ariadna taprobanica Simon, 1906
- Ariadna tarsalis Banks, 1902
- Ariadna thylacinus Marsh, Stevens & Framenau, 2022
- Ariadna thyrianthina Simon, 1908
- Ariadna tigrina Marsh, Stevens & Framenau, 2022
- Ariadna tovarensis Simon, 1893
- Ariadna tria Marsh, Stevens, Bradford & Framenau, 2022
- Ariadna ubajara Giroti & Brescovit, 2018
- Ariadna umbra Marsh, Stevens, Bradford & Framenau, 2022
- Ariadna umtalica Purcell, 1904
- Ariadna una Marsh, Stevens, Bradford & Framenau, 2022
- Ariadna uncinata Tang, Li & Yang, 2019
- Ariadna ungua Marsh, Stevens, Bradford & Framenau, 2022
- Ariadna ustulata Simon, 1898
- Ariadna valida Marsh, Stevens, Bradford & Framenau, 2022
- Ariadna vansda Siliwal, Yadav & Kumar, 2017
- Ariadna weaveri Beatty, 1970
- Ariadna woinarskii Marsh, Stevens, Bradford & Framenau, 2022
- Ariadna yintiaoling Wang & Zhang, 2022

Selon World Spider Catalog (version 23.5, 2023) :
- † Ariadna copalis Wunderlich, 2008
- † Ariadna defuncta Wunderlich 2004
- † Ariadna hintzei Wunderlich, 2004
- † Ariadna ovalis Wunderlich, 2008
- † Ariadna parva Wunderlich, 2008
- † Ariadna paucispinosa Wunderlich, 1988
- † Ariadna resinae Hickman, 1957

## Systématique et taxinomie
Ce genre a été décrit par Audouin en 1826.
Macedonia a été placé en synonymie par Simon en 1908.
Pylarus a été placé en synonymie par Rainbow en 1911.
Segestriella a été placé en synonymie par Beatty en 1970.

## Publication originale
- Audouin, 1826 : Explication sommaire des planches d'arachnides de l'Égypte et de la Syrie publiées par J. C. Savigny, membre de l'Institut; offrant un exposé des caractères naturels des genres avec la distinction des espèces. in Description de l'Égypte, ou Recueil des observations et des recherches qui ont été faites en Égypte pendant l'expédition de l'armée française. Histoire Naturelle, tome 1, partie 4, p. 99-186.